# شرکت آبجوسازی پابست
شرکت آبجوسازی پابست (انگلیسی: Pabst Brewing Company) شرکت آمریکایی است که تاریخ پیدایش آن به یک شرکت آبجوسازی بر می‌گردد که در سال ۱۸۴۴ توسط جیکوب بست تأسیس شد و سال ۱۸۸۹ با اقتباس از نام فردریک پابست این چنین نام‌گذاری شد. در حال حاضر این شرکت، هلدینگی است که قرارداد آماده‌سازی بیش از ۲۴ مارک آبجو و مشروب مالت را دارد.
حدود نیمی از آبجو تولیدشده و نیمی دیگر برندهای تحت تملک تحت مالکیت پابست با نام تجاری پابست بلو ریبون هستند. دفتر مرکزی پابست در سن آنتونیو، تگزاس است.